# 德勒地区梅济耶尔
德勒地区梅济耶尔（法語：Mézières-en-Drouais）是法国厄尔-卢瓦尔省的一个市镇，属于德勒区。该市镇总面积8.4平方公里，2009年时的人口为1065人。

## 人口
德勒地区梅济耶尔人口变化图示